# William Cecil, 1.º Barão Burghley
William Cecil, 1.º Barão de Burghley (Bourne, 13 de setembro de 1520 — Londres, 4 de agosto de 1598) foi um estadista inglês, o principal conselheiro da rainha Isabel I durante a maior parte do seu reinado, duas vezes secretário de Estado (1550 a 1553 e de 1558 a 1572) e Lord High Treasurer de 1572 até sua morte. Albert Pollard disse: "De 1558 até sua morte, a biografia de Cecil é quase indistinguível da de Isabel I e da história da Inglaterra".
Burghley estabeleceu como o principal objetivo da política inglesa, a criação de uma ilha britânica unida e protestante. Seus métodos eram para completar o controle da Irlanda, e para forjar uma aliança com a Escócia. A proteção contra a invasão exigia uma poderosa marinha real. Embora ele não tenha sido totalmente bem sucedido, seus sucessores concordaram com seus objetivos. Cecil não era um gênio político ou um pensador original, mas ele era um homem cauteloso e um sábio conselheiro, com um dom raro e natural para evitar perigos. Em 1587, Cecil persuadiu a rainha a ordenar a execução da rainha católica romana Maria da Escócia, depois de ter sido acusada de conspirar a favor do assassinato de Isabel.[carece de fontes?] Derek Wilson (2013) disse: "Poucos políticos eram mais sutis ou sem escrúpulos do que William Cecil". Ele foi o fundador da dinastia Cecil, que produziu muitos políticos, incluindo dois primeiros ministros.

## Início da vida
Cecil nasceu em Bourne, Lincolnshire, em 1520, filho de Sir Richard Cecil, dono da propriedade de Burghley (perto de Stamford, Lincolnshire) e sua esposa, Jane Heckington. Um pedigree, elaborado pelo próprio Cecil com a ajuda de William Camden, o antiquário, associou-o com os Welsh Cecils ou Seisyllts de Allt-Yr-Ynys, Walterstone, na fronteira de Herefordshire e Monmouthshire, e rastreou sua descendância de um Owen do tempo de Harold Godwinson e um Seisyllt do reinado de William Rufus. Seisyllt é a ortografia original galês de Cecil anglicizado. Agora não há dúvida de que a família era de Welsh Marches e o próprio Lord Burghley reconheceu isso em seu pedigree de família pintado em Theobalds. A família teve conexões com Dore Abbey. No entanto, a mudança para Stamford forneceu informações sobre o avô do tesoureiro, David; Ele, de acordo com os inimigos de Burghley, manteve a melhor pousada em Stamford. David, de alguma forma, garantiu o favor do primeiro rei Tudor, Henrique VII, a quem ele parece ter sido Yeoman of the Guard. Ele foi sargento de armas para Henrique VIII em 1526, xerife de Northamptonshire em 1532 e um juiz da paz para Rutland. Seu filho mais velho, Richard, Yeoman of the Wardrobe (morreu em 1554), casou-se com Jane, filha de William Heckington de Bourne, e era pai de três filhas e o futuro Lord Burghley.
William, o filho único, foi colocado na escola primeiro na The King's School, Grantham e, em seguida, Stamford School. Em 15 de maio de 1535, aos 14 anos de idade, ele foi ao St John's College, Cambridge, onde ele entrou em contato com os mais importantes estudiosos da época, Roger Ascham e John Cheke, e adquiriu um conhecimento incomum do grego. Ele também adquiriu as afeições da irmã de Cheke, Mary, e foi em 1541 retirado por seu pai para Gray's Inn, sem ter tido um diploma, como era comum na época para aqueles que não pretendiam entrar na Igreja. A precaução mostrou-se inútil e, quatro meses depois, Cecil cometeu um dos raros atos precipitados de sua vida ao casar com Mary Cheke. O único filho desse casamento, Thomas, o futuro conde de Exeter, nasceu em maio de 1542 e, em fevereiro de 1543, a primeira esposa de Cecil morreu. Três anos depois, em 21 de dezembro de 1546, ele se casou com Mildred Cooke, que foi classificada por Ascham com Lady Jane Gray como uma das duas senhoras mais conhecidas do reino (além de outra das pupilas de Ascham, Isabel Tudor, que mais tarde era Isabel I ) e cuja irmã, Anne, era a esposa de Sir Nicholas Bacon, e mais tarde a mãe de Sir Francis Bacon.

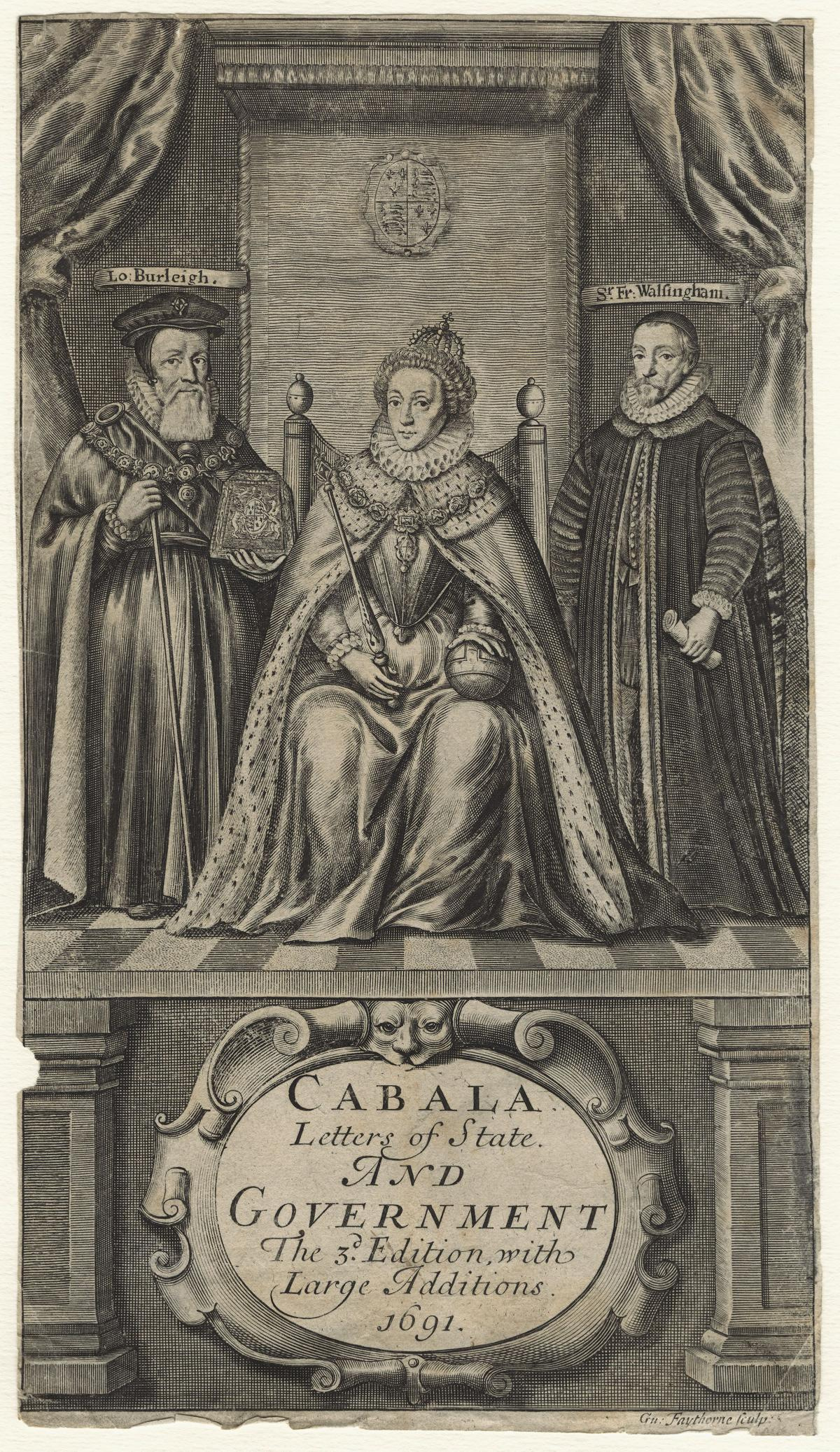
Gravura da rainha Isabel I, William Cecil e Sir Francis Walsingham, de William Faithorne, 1655

## Reinado de Isabel
O duque de Northumberland empregou Cecil na administração das terras da princesa Isabel. Antes de Mary morrer, ele era um membro do "antigo bando de Hatfield", e desde o princípio, a nova rainha confiou em Cecil. Ele também era o primo de Blanche Parry, a dama de companhia e confidente próxima mais longa de Isabel. A rainha nomeou Cecil Secretário de Estado. Seu controle rigoroso sobre as finanças da Coroa, a liderança do Conselho Privado e a criação de um serviço de inteligência altamente capacitado sob a direção de Francis Walsingham fizeram dele o ministro mais importante para a maioria do reinado de Isabel.

## Vida privada
Em contraste com o escrúpulo público, a vida privada de Burghley era direta; Ele era um marido fiel, um pai cuidadoso e um mestre obediente. Um amante de livros e um antiquário, ele tinha um passatempo especial em heráldica e genealogia. Foi o objetivo consciente e inconsciente da época de reconstruir uma nova aristocracia aterrada sobre as ruínas da antiga ordem católica. Como tal, Burghley era um grande construtor, plantador e patrono. Todas as artes da arquitetura e horticultura foram prodigadas em Burghley House e Theobalds, que seu filho trocou por Hatfield.

## Morte

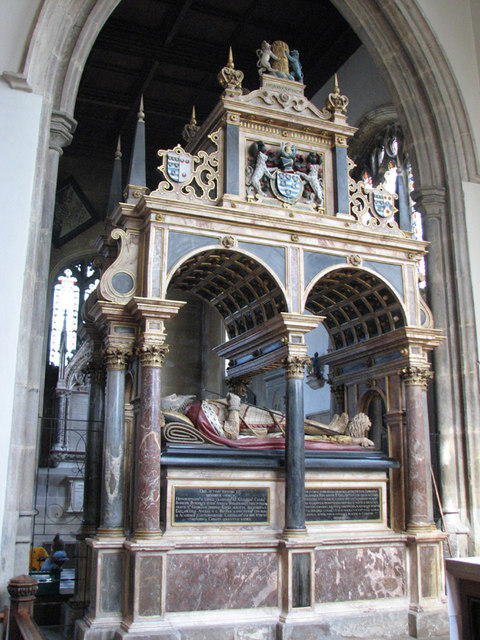
Tumba de Lorde Burghley na Igreja de São Martinho, Stamford

Lord Burghley entrou em colapso (possivelmente de um acidente vascular cerebral ou ataque cardíaco) em 1598. Antes de morrer, Robert, seu único filho sobrevivente de sua segunda esposa, estava pronto para entrar em seu lugar como principal conselheiro da rainha. Tendo sobrevivido a todos os seus filhos, exceto Robert e Thomas, Burghley morreu em sua residência de Londres, Cecil House, em 4 de agosto de 1598, e foi enterrado na Igreja de São Martinho, Stamford.

### Descendentes
- Sir Thomas Cecil (n. 5 de maio de 1542) que herdou o Baronia de Burghley após a morte de seu pai, e mais tarde Conde de Exeter.
- Frances Cecil (n. c.1556)
- Anne Cecil (n. 5 de dezembro de 1556), primeira esposa de Edward de Vere, e serviu como dama de honra à rainha Isabel I antes de seu casamento.
- Sir Robert Cecil (n. 1 de junho de 1563), que herdou o manto político de seu pai, assumiu o papel de Ministro-chefe e organizou uma transferência de poder suave para o governo Stuart sob o rei James I da Inglaterra. Mais tarde, ele foi criado Barão Cecil, Visconde Cranborne e finalmente Conde de Salisbury.
- Elizabeth Cecil (n. 1 de julho de 1564), que se casou com William Wentworth de Nettlestead (c.1555-1582), filho mais velho de Thomas Wentworth, 2º Barão de Wentworth.

Os descendentes de Burghley incluem os Marqueses de Exeter, descendentes de seu filho mais velho Thomas; e os Marqueses de Salisbury, descendentes de seu filho mais novo, Robert. Um dos últimos ramos, Robert Cecil, 3º marquês de Salisbury (1830-1903), serviu três vezes como primeiro-ministro sob a rainha Vitória e seu filho, o rei Eduardo VII da Inglaterra.